# Blu Hunt
Blu Hunt (* 11. Juli 1995 in Sacramento) ist eine US-amerikanische Filmschauspielerin. 

## Leben
Blu Hunt wurde 1995 in Sacramento geboren. Ihre Vorfahren sind Lakota.
Ihr Schauspieldebüt gab Hunt 2015 in dem Kurzfilm One Block Away. Es folgte eine Rolle in der vierten Staffel der Serie The Originals. Seit 2019 ist Hunt in der Netflix-Science-Fiction-Serie Another Life als August Catawnee, die leitende Ingenieurin und das jüngste Mitglied der Crew an Bord des Raumschiffs Salvare, zu sehen. In The New Mutants spielt sie Danielle Moonstar alias Mutantin Mirage und gibt in der Rolle ihr Spielfilmdebüt.

## Filmografie (Auswahl)
- 2017: The Originals (Fernsehserie, 6 Folgen)
- 2019–2020: Another Life (Fernsehserie, 11 Folgen)
- 2020: Stumptown (Fernsehserie, Folge 1x01 Forget It Dex, It's Stumptown.)
- 2020: The New Mutants
- 2023: Grown-ish (Fernsehserie, 3 Folgen)